# شرالی
شرالی (به انگلیسی: Shrawley) یک روستا و محله مدنی در بریتانیا است که در Malvern Hills واقع شده‌است. شرالی ۳۵۶ نفر جمعیت دارد.